# Gardenia stipulosa
Gardenia stipulosa är en måreväxtart som beskrevs av Heinrich Zollinger och Alexandre Moritzi. Gardenia stipulosa ingår i släktet Gardenia och familjen måreväxter. Inga underarter finns listade i Catalogue of Life.